# Freddie Spencer

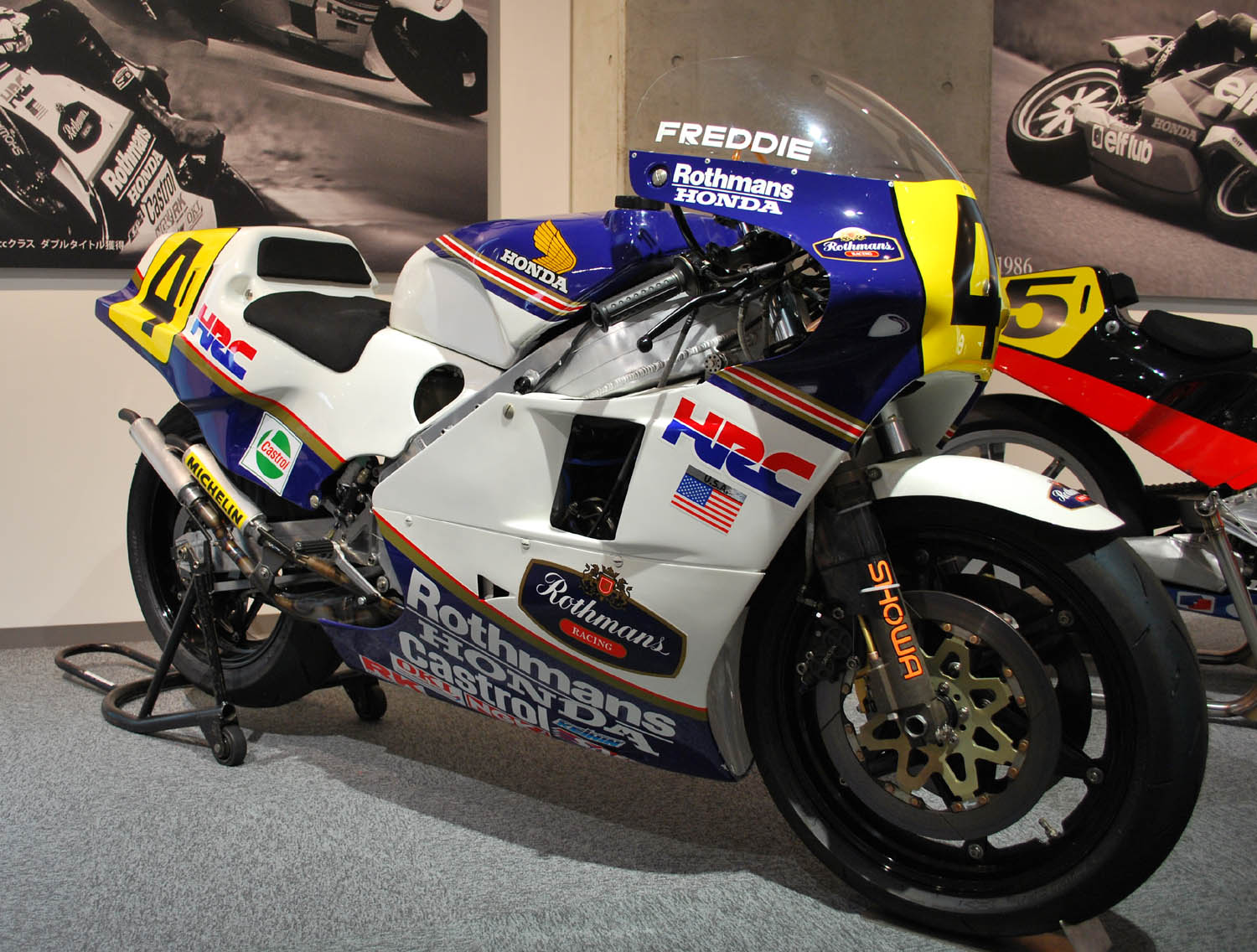
Honda NSR500 de Spencer con la que ganó el Mundial de 500cc en 1985

Frederick "Freddie" Burdette Spencer (Shreveport, Louisiana, 20 de diciembre de 1961), conocido por el apodo de Fast Freddie, es un expiloto de motociclismo de velocidad estadounidense. Destacó con Honda en el Campeonato del Mundo de Motociclismo en la primera mitad de la década de 1980.
Resultó campeón de la categoría 500cc en 1983 y 1985, tercero en 1982 y cuarto en 1984, y campeón en la categoría 250cc en 1985. En total logró 27 victorias, 39 podios y 33 pole position en 72 Grandes Premios.

## Carrera deportiva
Él era un prodigio de carreras cuando comenzó a competir a la edad de cuatro años, en pistas de tierra cerca de su ciudad natal en Shreveport. Después de consagrarse campeón nacional en los Estados Unidos en la categoría de 250cc, con 17 años, Honda USA lo contrata para su equipo de Superbikes. En 1980, Spencer lograr vencer las dos mangas de un encuentro transatlántico, Estados Unidos - Gran Bretaña, en el circuito de Brands Hatch, por delante de Kenny Roberts y Barry Sheene.
En 1981, Spencer compartió su tiempo compitiendo en el Campeonato de la AMA de Superbikes, con el desarrollo de la moto Honda NR500 de pistones ovales, de tres cilindros.
Spencer pasó al Campeonato del Mundo de Motociclismo como piloto titular de HRC en 1982 con la moto Honda NS500 de tres cílindros en la categoría 500cc. Con dos triunfos y cuatro podios en total, resultó tercero en el campeonato por detrás de Franco Uncini y Graeme Crosby.
En 1983, Spencer acumuló seis victorias: Kyalami, Le Mans, Monza, Jarama, Rijeka, Anderstorp, además de cuatro podios más, para coronarse campeón del mundo de la categoría 500cc ante Kenny Roberts por solamente dos puntos. Además, con 21 años de edad se convirtió en el campeón de 500cc más joven de la historia. Título que ostentó durante más de treinta años hasta que le fue arrebatado en 2013 por Marc Márquez.
El luisiano alternó sus participaciones en la categoría 500cc con la nueva moto Honda NSR500 con motor V4 y la Honda NS500 de tres cilindros. Logró cinco victorias y varios podios, pero por problemas mecánicos sumados a las lesiones que sufrió a causas de sus caídas, no pudo defender exitosamente el título, quedando relegado al cuarto puesto en la tabla de pilotos.
En la temporada 1985, Spencer comenzó participando en las 200 Millas de Daytona ganando las tres categorías el mismo año, siendo el único piloto que lo logró. En el Mundial de Motociclismo logró ser campeón de las dos categorías más importantes: 250cc y 500cc. Logró un total de 27 victorias en ambas categorías.
Después de su histórica temporada de 1985, Spencer nunca ganó otro Gran Premio. Se retiró del Mundial de Motociclismo en 1988, aunque hubo un par de intentos de regresos con Yamaha, en 1989 y 1993, donde disputó varias carreras, aunque sin éxito.

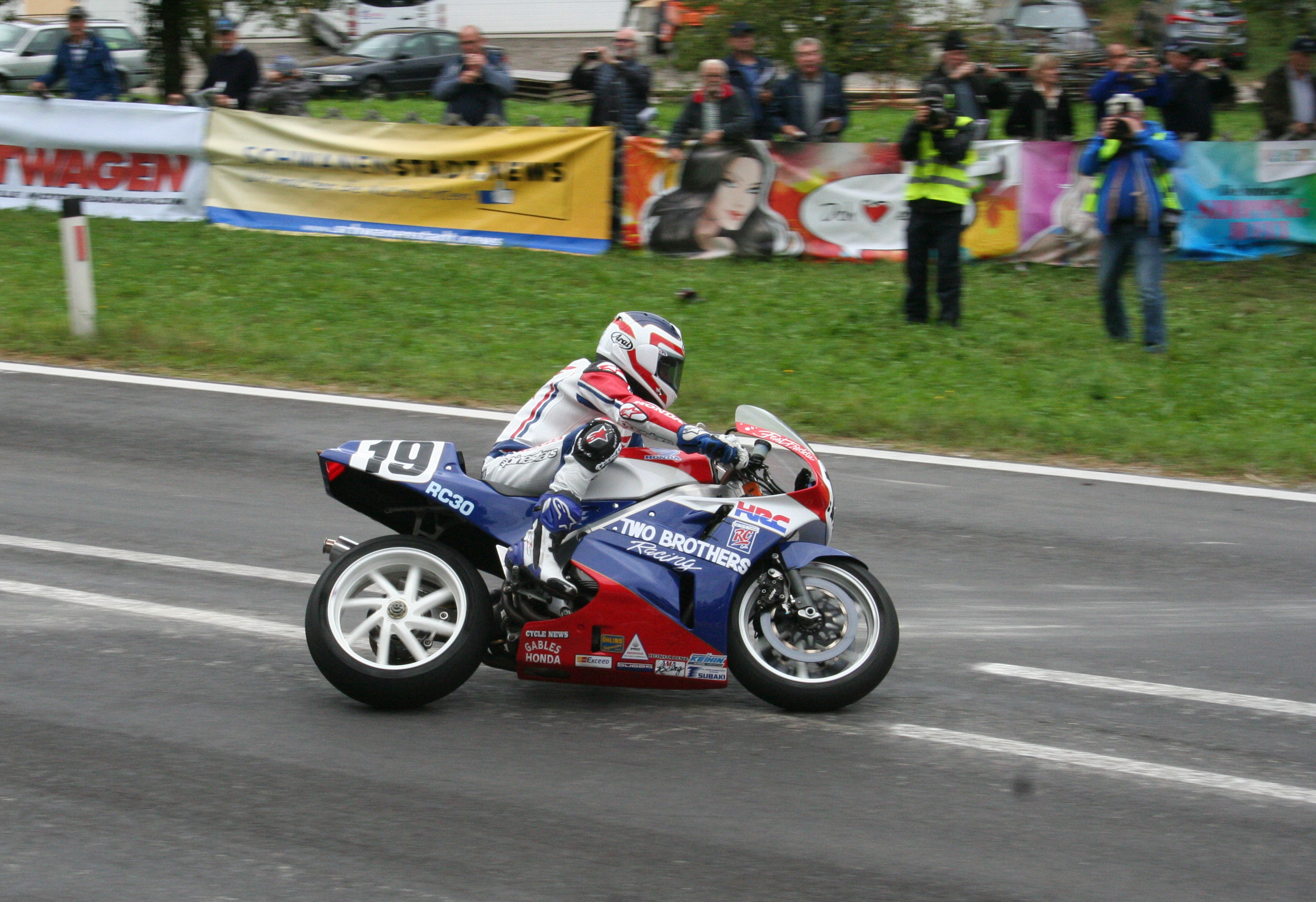
Spencer, en una exhibición en 2016 con la Honda RC30 de Two Brothers Racing de la AMA 1990

Volvió a competir en el Campeonato de la AMA de Superbikes en la década de 1990, ganando tres carreras. Resultó octavo en el 1991, pilotando una Honda de Two Brothers Racing, y séptimo en 1992.
Después de que, con una Ducati disputó seis carreras, las cuatro finales consecutivas, del Campeonato Mundial de Superbikes en 1995, puntuando en un total de tres, finalizando el Mundial en vigesimoquinta posición, se retiró definitivamente del motociclismo.

## Resultados

### Campeonato del Mundo de Motociclismo

#### Carreras por año
Sistema de puntos desde 1968 a 1987.
| Posición | 1.º | 2.º | 3.º | 4.º | 5.º | 6.º | 7.º | 8.º | 9.º | 10.º |
| Puntos   | 15  | 12  | 10  | 8   | 6   | 5   | 4   | 3   | 2   | 1    |

Sistema de puntos desde 1988 a 1992.
| Posición | 1.º | 2.º | 3.º | 4.º | 5.º | 6.º | 7.º | 8.º | 9.º | 10.º | 11.º | 12.º | 13.º | 14.º | 15.º |
| Puntos   | 20  | 17  | 15  | 13  | 11  | 10  | 9   | 8   | 7   | 6    | 5    | 4    | 3    | 2    | 1    |

Sistema de puntos desde 1993.
| Posición | 1.º | 2.º | 3.º | 4.º | 5.º | 6.º | 7.º | 8.º | 9.º | 10.º | 11.º | 12.º | 13.º | 14.º | 15.º |
| Puntos   | 25  | 20  | 16  | 13  | 11  | 10  | 9   | 8   | 7   | 6    | 5    | 4    | 3    | 2    | 1    |

(Carreras en negrita indica pole position, carreras en cursiva indica vuelta rápida)
| Año  | Clase | Equipo              | Moto   | 1       | 2       | 3       | 4       | 5       | 6       | 7       | 8       | 9       | 10      | 11      | 12      | 13    | 14      | 15    | Pts. | Pos. |
| ---- | ----- | ------------------- | ------ | ------- | ------- | ------- | ------- | ------- | ------- | ------- | ------- | ------- | ------- | ------- | ------- | ----- | ------- | ----- | ---- | ---- |
| 1980 | 500cc | Spencer-Yamaha      | TZ500  | NAC -   | ESP -   | FRA -   | NED -   | BEL Ret | FIN -   | GBR -   | ALE -   |         |         |         |         |       |         |       | 0    | -    |
| 1981 | 500cc | Honda HRC           | NR500  | AUT -   | ALE -   | NAC -   | FRA -   | YUG -   | NED -   | BEL -   | RSM -   | GBR Ret | FIN -   | SUE -   |         |       |         |       | 0    | -    |
| 1982 | 500cc | Honda HRC           | NS500  | ARG 3   | AUT Ret | FRA -   | ESP Ret | NAC 2   | NED Ret | BEL 1   | YUG 4   | GBR 2   | SUE Ret | RSM 1   | ALE Ret |       |         |       | 73   | 3.º  |
| 1983 | 500cc | Honda HRC           | NS500  | RSA 1   | FRA 1   | NAC 1   | ALE 4   | ESP 1   | AUT NC  | YUG 1   | NED 3   | BEL 2   | GBR 2   | SUE 1   | RSM 2   |       |         |       | 144  | 1.º  |
| 1984 | 500cc | Honda HRC           | NSR500 | RSA DNS | NAC 1   | ESP -   | AUT 2   |         | FRA 1   | YUG 1   | NED Ret |         |         |         |         |       |         |       | 87   | 4.º  |
| 1984 | 500cc | Honda HRC           | NS500  |         |         |         |         | ALE 1   |         |         |         | BEL 1   | GBR DNS | SUE -   | RSM -   |       |         |       | 87   | 4.º  |
| 1985 | 250cc | Rothmans-Honda      | NSR250 | RSA 1   | ESP 9   | ALE 2   | NAC 1   | AUT 1   | YUG 1   | NED 1   | BEL 1   | FRA 1   | GBR 4   | SUE -   | RSM -   |       |         |       | 127  | 1.º  |
| 1985 | 500cc | Rothmans-Honda      | NSR500 | RSA 2   | ESP 1   | ALE 2   | NAC 1   | AUT 1   | YUG 2   | NED Ret | BEL 1   | FRA 1   | GBR 1   | SUE 1   | RSM -   |       |         |       | 141  | 1.º  |
| 1986 | 500cc | Rothmans-Honda      | NSR500 | ESP Ret | NAC DNS | ALE -   | AUT 16  | YUG -   | NED -   | BEL -   | FRA -   | GBR -   | SUE -   | RSM -   |         |       |         |       | 0    | -    |
| 1987 | 500cc | Honda HRC           | NSR500 | JAP DNS | ESP -   | ALE -   | NAC -   | AUT -   | YUG DNS | NED -   | FRA -   | GBR Ret | SUE 7   | CHE 11  | RSM Ret | POR - | BRA DNS | ARG - | 4    | 20.º |
| 1988 | 500cc | Honda               | NSR500 | JAP -   | USA DNQ | ESP -   | EXP -   | NAC -   | ALE -   | AUT -   | NED -   | BEL -   | YUG -   | FRA -   | GBR -   | SUE - | CHE -   | BRA - | 0    | -    |
| 1989 | 500cc | Marlboro-Agostini   | YZR500 | JAP 14  | AUS Ret | USA Ret | ESP 5   | NAC DNS | ALE 9   | AUT 9   | YUG 27  | NED 13  | BEL 9   | FRA Ret | GBR -   | SUE - | CHE -   | BRA - | 33.5 | 16.º |
| 1993 | 500cc | Yamaha Motor France | YZR500 | AUS Ret | MAL -   | JAP -   | ESP -   | AUT -   | ALE -   | NED -   | EUR -   | RSM -   | GBR -   | CZE Ret | ITA 14  | USA - | FIM -   |       | 2    | 37.º |

### Campeonato Mundial de Superbikes

#### Carreras por año
(Carreras en negrita indica pole position, carreras en cursiva indica vuelta rápida)
| Año  | Moto   | 1   | 1   | 2   | 2   | 3   | 3   | 4   | 4   | 5   | 5   | 6   | 6   | 7     | 7       | 8   | 8   | 9   | 9   | 10  | 10  | 11     | 11      | 12    | 12      | Pts. | Pos. |
| Año  | Moto   | R1  | R2  | R1  | R2  | R1  | R2  | R1  | R2  | R1  | R2  | R1  | R2  | R1    | R2      | R1  | R2  | R1  | R2  | R1  | R2  | R1     | R2      | R1    | R2      | Pts. | Pos. |
| ---- | ------ | --- | --- | --- | --- | --- | --- | --- | --- | --- | --- | --- | --- | ----- | ------- | --- | --- | --- | --- | --- | --- | ------ | ------- | ----- | ------- | ---- | ---- |
| 1995 | Ducati | ALE | ALE | RSM | RSM | GBR | GBR | ITA | ITA | ESP | ESP | AUT | AUT | USA 7 | USA Ret | EUR | EUR | JAP | JAP | NED | NED | IDN 14 | IDN Ret | AUS 7 | AUS Ret | 20   | 25.º |